# Marinegruppenkommando
Marinegruppenkommandos (MGK) waren operative Führungsstellen des Oberbefehlshabers der Kriegsmarine für die Sicherungsstreitkräfte in einem abgesteckten größeren Seeraum.
Am 1. Februar 1943 wurden im Bereich von Norwegen die Befehlsstrukturen reformiert und neben dem MGK Nord ein Marineoberkommando Norwegen (MOK Norwegen) gebildet. Während im Westraum das MGK West bis zur Niederlage die bestimmende Kommandoeinheit blieb, wurde im Kommandobereich Mittelmeer auch nach der Kapitulation Italiens im September 1943 kein Oberkommando gebildet, erst nach der Niederlage Deutschlands im Westlichen Mittelmeer, im Schwarzen Meer und in der Ägäis kam es 1945 noch zur Aufstellung eines MOK Süd.
Der Oberbefehlshaber trug bis zu Beginn des Zweiten Weltkriegs im September 1939 noch den Titel Marinegruppenbefehlshaber.

## Marinegruppenkommando Ost (MGK Ost)

### Geschichte des Marinegruppenkommandos
Als erstes Marinegruppenkommando wurde im November 1938 in Kiel das Marinegruppenkommando Ost aufgestellt. Dieses hatte den Befehlsbereich über den Ostseeraum. Während des Überfalls auf Polen lag die Führungsstelle kurzzeitig in Swinemünde, kam aber nach Abschluss des Überfalls wieder nach Kiel.
Im August 1939 wurde das Marinegruppenkommando West (Führungsstab für Nordsee und Atlantik, zeitweise Norwegen) aufgestellt.
Als das Marinegruppenkommando West mit Abschluss des Westfeldzuges im August 1940 nach Paris verlegte, zog das MGK Ost unter Umbenennung in Marinegruppenkommando Nord am 10. August 1940 nach Sengwarden bei Wilhelmshaven.

### Marinegruppenbefehlshaber/Oberbefehlshaber
- Generaladmiral Conrad Albrecht --- 1. November 1938 bis 30. Oktober 1939
- Admiral/Generaladmiral Rolf Carls --- 31. Oktober 1939 bis 20. September 1940, anschließend Oberbefehlshaber des neu eingerichteten Marinegruppenkommandos Nord

### Chefs des Stabes
- Kapitän zur See Otto Fein: vom 1. November 1938 bis 21. August 1939 als 1. Admiralstabsoffizier mit der Wahrnehmung der Geschäfte des Chefs des Stabes beauftragt
- Konteradmiral Hubert Schmundt: vom 22. August 1939 bis 18. September 1939
- Kapitän zur See Otto Fein: vom 19. September 1939 bis 12. Oktober 1939, als 1. Admiralstabsoffizier in Vertretung Chef des Stabes
- Konteradmiral Hubert Schmundt: vom 13. Oktober 1939 bis November 1939
- unbekannt
- Kapitän zur See Otto Fein: vom 21. Mai 1940 bis 9. August 1940, als 1. Admiralstabsoffizier stellvertretender Chef des Stabes, anschließend Chef des Stabes des neu eingerichteten Marinegruppenkommandos Nord

### Gliederung
- Marinestation der Ostsee
  - Befehlshaber der Sicherung der Ostsee

## Marinegruppenkommando West (MGK West)

### Geschichte des Marinegruppenkommandos
Als zweites Marinegruppenkommando wurde, als Erweiterung des Marinegruppenkommandos West (Führungsstab für die Ostsee) im August 1939 das Marinegruppenkommando West als operativer Führungsstab für die Nordsee in Sengwarden bei Wilhelmshaven aufgestellt.
Mit Beginn des Norwegenfeldzugs wurde der Bereich von Norwegen dem Marinegruppenkommando West zugeordnet und erst später in einem neuen MGK Nord ausgelagert. Durch den Westfeldzug kam auch der Atlantik zum Befehlsbereich des Marinegruppenkommandos. Im August 1940 verlegte das MGK West nach Paris. Gleichzeitig wurde die Befehlsführung in der Nordsee an das neu eingerichtete MGK Nord abgetreten.
Der im September 1942 neu ernannte Oberbefehlshaber war in Personalunion zunächst auch Kommandierender Admiral Frankreich. Diese Stelle wurde am 16. November 1942 aber in das MGK West integriert. Neben die Aufgaben eines operativen Führungsstabes kam damit noch truppendienstliche Verantwortung hinzu. Der Gruppe unterstand der Befehlshaber der Sicherung West (BSW), gelegentlich auch im Westraum operierende Flottenstreitkräfte, z. B. die Bismarck oder die Schlachtschiffe während des Kanaldurchbruchs; aber nicht die U-Boote und die Atlantikkriegführung mit Überwasserstreitkräften. Das MGK West wurde mit Aufstellung des MOK West am 20. Oktober 1944 aufgelöst.

### Marinegruppenbefehlshaber/Oberbefehlshaber
- Admiral Alfred Saalwächter – 23. August 1939 bis 20. September 1942
- Admiral Wilhelm Marschall – 21. September 1942 bis 19. April 1943
- Admiral Theodor Krancke – 20. April 1943 bis 20. Oktober 1944

### Chefs des Stabes
- Kapitän zur See Paul Wever: von August 1939 bis Dezember 1939
- Kapitän zur See/Konteradmiral/Vizeadmiral Otto Ciliax: von Dezember 1939 bis Juni 1941
- Kapitän zur See Hans Karl Meyer: von Juni 1941 bis November 1942
- Konteradmiral/Vizeadmiral Wilhelm Meisel: von November 1942 bis Februar 1943
- Konteradmiral Karl Hoffmann: von Februar 1943 bis Oktober 1944

### Gliederung
- Marinestation der Nordsee: bis August 1940, dann zum Marinegruppenkommando Nord
  - Befehlshaber der Sicherung der Nordsee
- Admiral West/Admiral Frankreich
- Befehlshaber der Sicherung West
- Admiral Kanalküste: ab November 1942 vom Admiral Frankreich
- Marine-Befehlshaber Westfrankreich/Admiral Atlantikküste
- Kommandant der Seeverteidigung Languedoc: von November 1942 bis Juni 1943
- Höherer Kommandeur Marine Paris/Höherer Kommandeur Marine West
- Marine-Nachrichten-Abteilung West: am 26. August 1939 in Sengwarden bei Wilhelmshaven aufgestellt, im August 1940 in Nord und West geteilt, wobei West nach Paris verlegte, im September 1944 aufgelöst

## Marinegruppenkommando Nord (MGK Nord)

### Geschichte des Marinegruppenkommandos
Am 10. August 1940 war das Marinegruppenkommando Nord durch Umbenennung aus dem Marinegruppenkommando Ost hervorgegangen. Das Stabsquartier lag in Wilhelmshaven. Über den bisherigen Ostseeraum hinaus war es operative Führungsstelle für die Deutsche Bucht, Dänemark, Norwegen und Nordsee. Ihn unterstellt wurden die Kommandierenden Admirale der Marinestationen der Ost- und Nordsee sowie die Befehlshaber der Sicherung in diesen Kommandoabschnitten.
Als auf dem Höhepunkt des Krieges keine umfassenden Operationen im Nordseeraum mehr erwartet wurden, erfolgte im März 1943 die Zusammenlegung mit dem Flottenkommando, wobei anfangs noch zwei Stäbe existierten. Der bisherige Flottenchef wurde Oberbefehlshaber und das Stabsquartier nach Kiel verlegt. Am 31. Juli 1944 wurde das MGK Nord auch formell aufgelöst.

### Oberbefehlshaber
- Generaladmiral Rolf Carls --- 21. September 1940 bis 2. März 1943, ehemaliger Oberbefehlshaber des aufgelösten Marinegruppenkommandos Ost
- Generaladmiral Otto Schniewind --- 2. März 1943 bis 30. Juli 1944, als Flottenchef (Flottenkommando)

### Chefs des Stabes
- Kapitän zur See Otto Fein: August 1940, ehemaliger Chef des Stabes des aufgelösten Marinegruppenkommandos Ost
- Kapitän zur See/Konteradmiral Otto Klüber: von August 1940 bis August 1942
- Kapitän zur See Max Freymadl: von August 1942 bis Dezember 1942 in Vertretung
- Konteradmiral Hellmuth Heye: von Dezember 1942 bis April 1944, ab Juni 1943 zeitgleich Chef des Stabes des Flottenkommandos und ehemaliger Chef des Stabes des Marinegruppenkommandos Süd
- Konteradmiral Richard Rothe-Roth: von April 1944 bis Juli 1944, zeitgleich Chef des Stabes des Flottenkommandos

### Gliederung
- Marinestation der Nordsee: von August 1940 bis Juli 1944, vom Marinegruppenkommando West
  - Befehlshaber der Sicherung der Nordsee
  - Deutsches Marinekommando Italien
    - Deutscher Seetransportchef Italien
- Marinestation der Ostsee: von August 1940 bis Februar 1943, vom aufgelösten Marinegruppenkommando Ost, anschließend Marineoberkommando Ostsee
  - Befehlshaber der Sicherung der Ostsee
  - Führer der Luftstreitkräfte (General der Luftwaffe beim Oberbefehlshaber der Kriegsmarine)
  - Kommandierender Admiral Norwegen
  - Admiral Nordmeer (zeitweise)
- Marine-Nachrichten-Abteilung Nord: von August 1940 bis Januar 1943, dann zum Marineoberkommando Nord

## Deutsches Marinekommando Italien

### Geschichte des Marinegruppenkommandos
Im November 1941 begann die Verlegung deutscher Seestreitkräfte in das Mittelmeer. Befehlshaber wurde der Deutsche Admiral beim Admiralstab der Königlich Italienischen Marine, der diese Stelle in Personalunion beibehielt. Mit Wirkung vom 1. Dezember 1941 wurden ihm Stellung und Befugnisse eines Kommandierenden Admirals übertragen. Das Deutsche Marinekommando Italien war der italienischen Marine bis zum Ausscheiden des Landes aus dem Bündnis operativ unterstellt. Doch erfolgte auch danach keine Aufwertung zu einem vollwertigen Gruppenkommando. Im Januar 1945 wurde das Deutsche Marinekommando Italien aufgelöst und das Mittelmeer dem Marineoberkommando Süd unterstellt.

### Oberbefehlshaber
- Konteradmiral/Vizeadmiral Eberhard Weichold --- 1. November 1941 bis 4. März 1943
- Konteradmiral Wilhelm Meendsen-Bohlken --- 5. März 1943 bis 21. Mai 1943
- Vizeadmiral Friedrich Ruge --- 22. Mai 1943 bis 18. August 1943
- Vizeadmiral Wilhelm Meendsen-Bohlken --- 19. August 1943 bis 16. Juli 1944
- Vizeadmiral Werner Löwisch --- 17. Juli 1944 bis 31. Dezember 1944

### Chefs des Stabes
- Kapitän zur See Otto Loycke: von November 1942 bis Mai 1943
- Kapitän zur See Heinrich Bramesfeld: von Mai 1943 bis Februar 1944
- Kapitän zur See Paul Jasper: von Februar 1944 bis Dezember 1944

### Gliederung
- Marinekommando Nordafrika
- Marinekommando Tunesien

## Marinegruppenkommando Süd (MGK Süd)

### Geschichte des Marinegruppenkommandos
Am 30. Juni 1941 entstand aus der Stelle des Admirals Südost, welche im Februar 1941 aufgestellt worden war, das Marinegruppenkommando Süd. Das Stabsquartier befand sich von Juni 1941 bis August 1944 in Sofia (Bulgarien), danach noch drei Monate lang in Österreich. Die Gruppe war zuständig für den Balkan und die operative Führung im Schwarzen Meer, in der Adria und der Ägäis. Doch außer der Donauflottille und den Transportstaffeln des Seetransportchefs Südost unterstanden der Gruppe unmittelbar keine eigenen Seestreitkräfte. Diese unterstanden vielmehr den Kommandierenden Admiralen Schwarzes Meer, Adria und Ägäis, die räumlich gar nicht zusammenwirken konnten.
Ab April 1944 war der neu eingerichtete Inspekteur Minenräumdienst Donau unter dem Kapitän zur See der Reserve Anselm Lautenschlager dem Marinegruppenkommando Süd unterstellt.
Am 30. Dezember 1944 wurde die Dienststelle aufgelöst. Die danach noch bestehenden Aufgaben der Gruppe wurden vom Admiral z. b. V. Südost Vizeadmiral Joachim Lietzmann bis Kriegsende übernommen.

### Oberbefehlshaber
- Admiral Karlgeorg Schuster --- 30. Juni 1941 bis 20. März 1943
- Admiral Wilhelm Marschall in Vertretung --- 9. Dezember 1941 bis 9. März 1942
- Admiral Kurt Fricke --- 21. März 1943 bis 11. Dezember 1944

### Chefs des Stabes
- Kapitän zur See Hellmuth Heye: bereits Chef des Stabes des Admirals Südost und dann von Juni 1941 bis September 1942, später Chef des Stabes des Marinegruppenkommandos Nord
- Konteradmiral Helmuth Brinkmann: von August 1942 bis November 1943
- Konteradmiral Rudolf Stange: von November 1943 bis Dezember 1944

### 1. Admiralstabsoffizier
- Korvettenkapitän Erich Dahle: von Februar 1941 bis April 1942
  - Fregattenkapitän Hintze: Mai/Juni 1941 mit der Wahrnehmung der Geschäfte beauftragt
- Kapitän zur See Kurt Weyher: von April 1942 bis Januar 1944
- Fregattenkapitän Hans Fuchs: Kommando nicht angetreten
- Kapitän zur See Karl Prossinagg: von Januar 1944 bis Dezember 1944

### A I op (A Ia)
- Fregattenkapitän/Kapitän zur See Karl Prossinagg: von Mai 1942 bis Januar 1944, vorher 3. Asto und anschließend 1. Asto
- Korvettenkapitän Wolfgang von Steinaecker: von Januar 1944 bis Dezember 1944

### Gliederung
- Admiral Ägäis
- Admiral Adria
- Admiral Schwarzes Meer
- Marine-Stamm-Abteilung Süd, ab Dezember 1941 Marine-Stamm-Abteilung Ägäis und Marine-Stamm-Abteilung Schwarzes Meer